# Redeemer of Souls
Redeemer of Souls er det 17. studiealbum fra britiske heavy metal-band Judas Priest, som udkom i 2014. Det er det første studiealbum uden den stiftende guitarist K.K Downing, der forlod bandet i 2011, og blev erstattet af Richie Faulkner.